# Sociologia do trabalho
A Sociologia do trabalho é um ramo da Sociologia  voltado ao estudo das relações sociais no mundo do trabalho - a princípio, incluindo basicamente empresas e sindicatos - e às implicações sociais da relação entre trabalho e técnica.
A palavra "trabalho" evoluiu da palavra latina Tripalium ("instrumento de tortura"), castigo que se dava aos escravizados e, historicamente, o trabalho foi considerado como uma atividade depreciável. Os gregos da Idade de Ouro pensavam que só o ócio criativo era digno do homem livre. A escravidão foi considerada pelas mais diversas civilizações como a forma natural e mais adequada de relação laboral. A ética protestante vem atribuir um valor positivo ao trabalho, considerando-o não como punição mas como oferenda a Deus. A partir de meados do século XIX, servidão, em suas várias formas, estará extinta na maior parte dos países ocidentais, sendo substituída pelo trabalho assalariado, socialmente valorizado.
Vem a surgir após a Revolução Industrial - que teve a Inglaterra como sua progenitora, muito embora tal estudo da sociologia tenha vindo a surgir nos Estados Unidos.
As transformações do  mundo do trabalho - do artesanato ao trabalho industrial com grandes máquinas e finalmente ao trabalho imaterial - bem como suas relações com as mudanças sociais na família, na cultura e na política constituem objeto de permanente interesse desta área do conhecimento. Já a partir das últimas décadas do século XX, a introdução de novos temas - notadamente os impactos das novas tecnologias, as novas formas de organização da produção,  a obsolescência de várias profissões anteriormente valorizadas, a flexibilização das relações de trabalho e o acirramento dos mecanismos de exclusão - e de novas formas de abordagem, com ênfase na transdisciplinaridade, abrem novas perspectivas para a investigação sociológica crítica.